# Oblisco Capitale
L'Oblisco Capitale è un grattacielo di dimensioni gigantesche proposto per la Nuova Capitale Amministrativa dell'Egitto. È stato annunciato nel 2018 come parte di Egypt Vision 2030, con l'obiettivo di diventare l'edificio più alto del mondo con un'altezza pari a 1000 m.

## Posizione
Si prevede che l'edificio sarà situato nel quartiere centrale degli affari della Nuova Capitale Amministrativa, vicino alla circonvallazione centrale.

## Progetto
Il progetto di Oblisco Capitale è ideato dallo studio egiziano di progettazione architettonica IDIA, con sede a Giza, in Egitto. L'architettura della torre si ispira sia allo stile faraonico che all'art déco.
Ha la forma di un obelisco faraonico, circondato da un canale d'acqua che ricorda il Nilo, rappresentato nel disegno del progetto attraverso un canale che collega gli angoli del terreno.
Come proposto, Oblisco Capitale dovrebbe avere 165 piani, che comprendono residenze, appartamenti alberghieri e unità di varie dimensioni. La proposta comprende anche diversi hotel e alloggi, centri commerciali, cinema, centri ricreativi e centri medici.
Il design contiene persiane ispirate allo stile art déco che ruotano a seconda dell'inclinazione del sole, riducendo il calore durante il giorno.
Il motivo sulla facciata della torre si ispira al fiore di loto egiziano utilizzato in epoca faraonica; un fiore che cresce lungo il Nilo da millenni, ed è ampiamente noto per aver avuto un ruolo importante nella civiltà dell'antico Egitto.